# Can Pedrals
Can Pedrals és un edifici del municipi de Granollers (Vallès Oriental) protegit com a bé cultural d'interès local. Can Pedrals fou un edifici residencial fins poc després de la Guerra Civil. Consta de tres façanes, la principal de les quals dona al número 6 del carrer d'Espí i Grau, antigament carrer de Sant Francesc. Fa cantonada amb la plaça de Josep Maluquer i Salvador, en altre temps plaça del Bestiar, on hi ha la façana nord. La façana sud dona al carreró de Jaume Camp i Lloreda i està bastida sobre la muralla medieval.

## Arquitectura

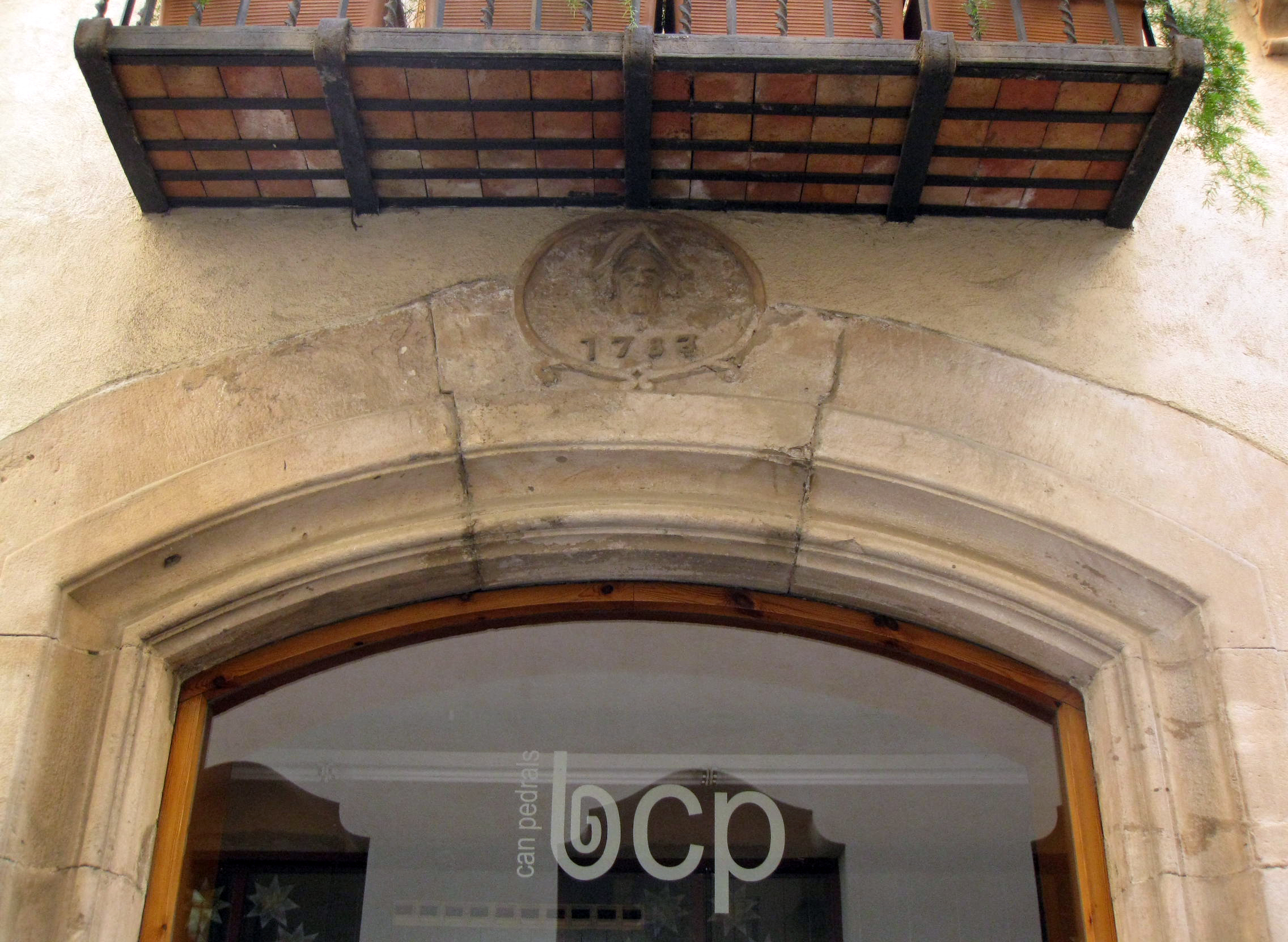
Fornícula barroca amb data de 1750 damunt un portal de la façana del carrer d'Espí i Grau

Edifici de planta rectangular amb tres façanes. Consta de planta baixa i dos pisos, amb coberta de teula àrab a dues aigües, limitada per una gran barbacana. Té carreus a les cantonades, portals d'arc rebaixat i finestres de pedra d'arc de llinda. La façana està arrebossada. Els ferros dels balcons s'alteren en llisos i entorcillats. Al primer pis hi ha un nínxol amb coronament a manera d'arquitrau. Sobre els portals de la façana nord hi ha una fornícula barroca amb data de 1750.

## Història
Es tracta d'una construcció edificada fora del recinte emmurallat, aprofitant la muralla en la façana del carreró. Segons A. Gallardo, l'edifici data del 1750 i tenia «una bonica capella barroca a la façana» (c. Espí i Grau). La casa queda en part ofegada pels edificis construïts a la façana nord.
L'any 1988, en resposta a una petició de l'Ajuntament de Granollers, interessat a convertir l'edifici en una biblioteca pública, la Diputació de Barcelona a través del Servei de Patrimoni Arquitectònic Local, va dur a terme un seguit de tasques arqueològiques abans de començar les obres de rehabilitació de l'edifici.
L'excavació arqueològica es dugué a terme el 1990, amb l'objectiu d'obtenir un seguit de dades arqueològiques i arquitectòniques que, un cop transformades en imatges projectades, permetessin una projecció tridimensional de l'edifici i una excavació de salvament davant dels possibles enderrocs que es preveien i que haurien d'afectar la totalitat de l'edifici i alhora documentar l'evolució de la casa amb anterioritat al segle xix. Finalment, també es volia esbrinar la relació de l'edifici originari amb el recinte emmurallat baixmedieval.

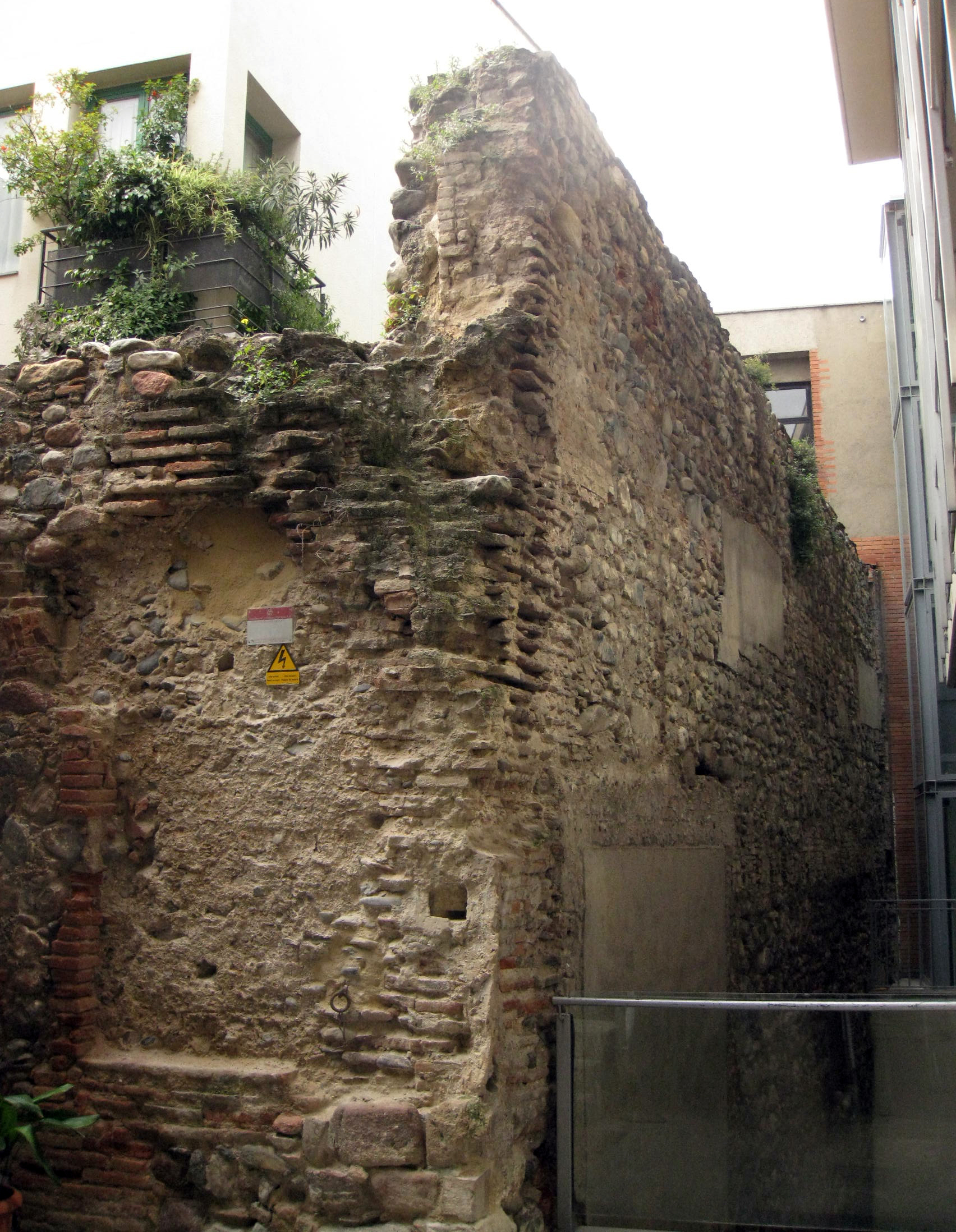
Fragment de muralla al pati de Can Pedrals

La muralla de Granollers té uns 760m de perímetre, l'amplada dels murs és de 0,90m i 1,20m segons el tram. L'alçada és d'uns 5m des de la banqueta de fonamentació. Està protegida per onze torres de fortificació, algunes rodones, altres quadrades. El recinte mural també se sap que disposava de cinc portals dedicats cadascun a un sant o santa. En el segle xvi foren construïdes damunt de cada portal una capella, dedicada al sant que donava nom al portal. De forma adjacent a la muralla s'hi disposaren uns passos, coneguts tradicionalment com a corredossos, que permetien circular per tot el perímetre interior de la muralla sense haver de creuar pels carrers centrals (avui en dia encara són presents). Durant les excavacions de l'any 1990 es va confirmar parcialment la hipòtesi de la a coincidència de la façana de migdia de Can Pedrals amb el traçat de la muralla, documentant un tram de muralla i part del fossat (es tracta de l'horitzó cronològic A, entre els anys 1366-1376).
Un següent horitzó s'establí en 1620-1670 com a període d'amortització del fossat. En 1675 es detecta la primera construcció d'un edifici en aquest indret on actualment hi ha Can Pedrals; i a partir d'aquest moment s'hi van fent reformes, ampliacions, reduccions, redistribucions i arranjaments interns, que fan modificar el seu aspecte amb el pas del temps. Durant aquesta intervenció arqueològica es recuperà abundant material ceràmic d'època baixmedieval i moderna (ceràmica verda i manganès, ceràmica blava de Barcelona, ceràmica decorada en reflex metàl·lic, ceràmica blava catalana, policromada, amb decoració en blau sobre blau, amb vidrat de plomeria, pisa i porcellana fina i rajoles vidrades).
L'any 2005 s'efectuà una intervenció arqueològica de restauració de la muralla en el tram de Can Pedrals. El tram intervingut està ubicat en l'estructura arquitectònica de la biblioteca de Can Pedrals. És una estructura vertical formada per una paret de 80 centímetres de gruix i 5 metres d'alçada. Aquesta paret està feta de maçoneria de pedres majoritàriament no tallades i d'unes dimensions molt variables, unides per mortes de l'època, amb la característica de tenir un gran nombre de reparacions al llarg de la seva existència. Es tracta d'un tram amb diverses fases de construcció, reparacions i afegits. Així, hi ha diferents materials constructius: morters, teules i totxos.

### Can Pedrals als seglesxixixx

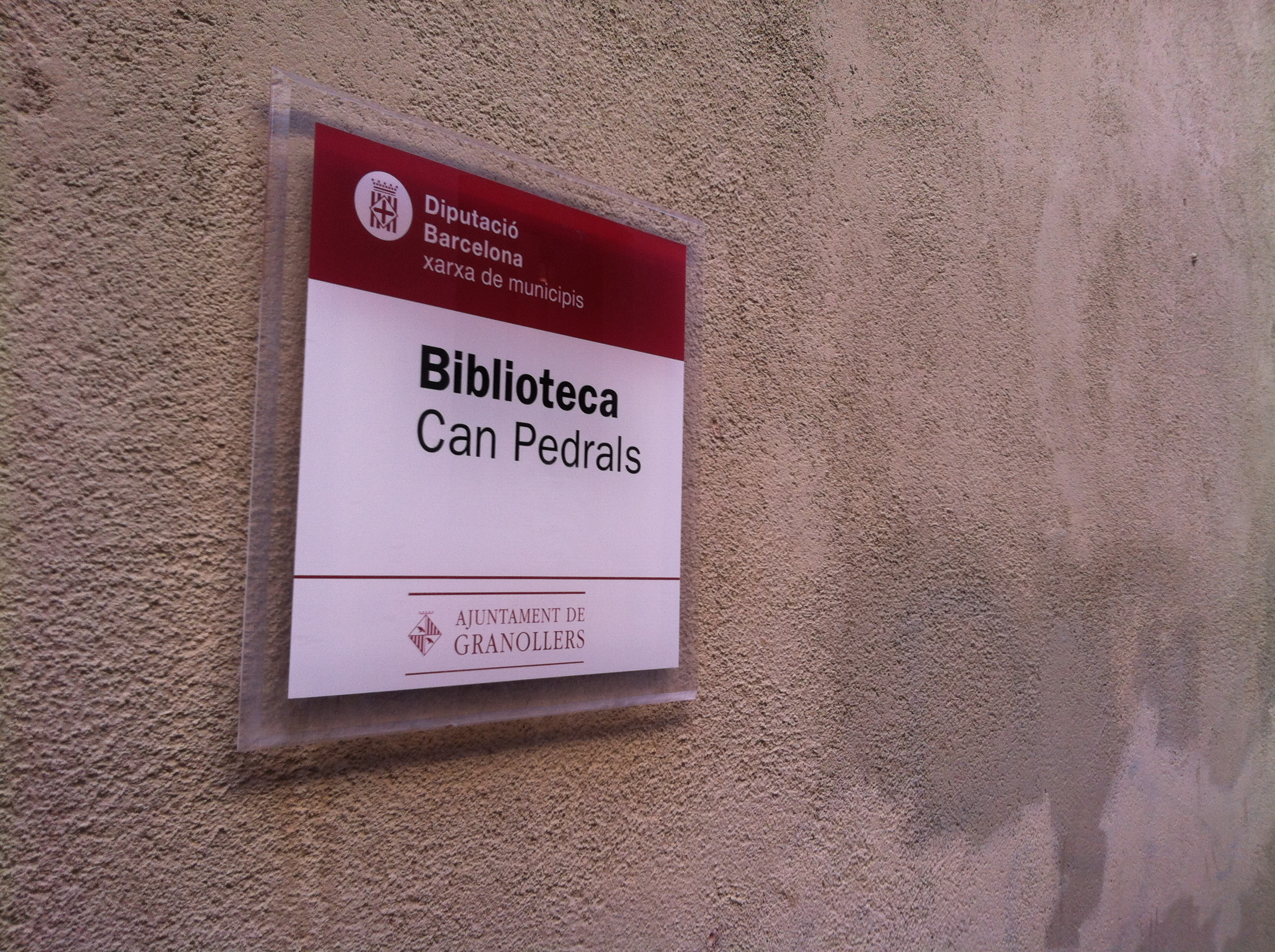
Rètol de la Biblioteca Can Pedrals

En el Boletín Oficial de Barcelona del dia 27 d'agost de 1841, s'anunciava la subhasta pública d'una casa de Granollers que havia estat propietat de la Cartoixa de Montalegre. L'avís de la subhasta de can Pedrals va aparèixer publicat el 4 de setembre de 1841 al Boletín Oficial de Barcelona, amb el preu de sortida fixat en 111.721 rals. El beneficiari real va ser en Domènec Santamaria que donà a la seva filla la casa de Granollers. Dominga Santamaria mor el 22 de desembre del 1868. En aplicació al seu testament la casa passa a la seva filla Isabel, casada el 1871 amb un metge de la Garriga, Francesc d'Assís Pedrals i Cisternes. La propietat es va conèixer a partir de llavors amb el nom de «Can Pedrals». El 31 de maig de 1938, la ciutat de Granollers va ser bombardejada; un dels projectils va caure a Can Pedrals i la casa va quedar inhabitable. El 1967, la família Pedrals va vendre l'edifici a la Mútua de Nostra Senyora del Carme d'Accidents de Treball. Finalment, el 1971, l'edifici es va convertir en propietat municipal.
El 6 de maig de 1995 fou oficialment inaugurada com a Biblioteca Can Pedrals. Els arquitectes, autors del projecte i la direcció d'obres van ser Pere Riera, Josep Maria Gutiérrez i associats.